# Lecane leura
Lecane leura är en hjuldjursart som beskrevs av Myers 1942. Lecane leura ingår i släktet Lecane och familjen Lecanidae. Inga underarter finns listade i Catalogue of Life.